# Playa Parguito
Playa Parguito es el nombre de una playa que está situada en el extremo noreste de la Isla de Margarita, en el Estado Nueva Esparta, al noreste de Venezuela. La playa es de aproximadamente 1000 m de largo y unos 20 metros. Las aguas tienden a ser más oceánicas en Playa Parguito, lo que ha hecho que sea un lugar perfecto para practicar el surf.
Playa Parguito no ofrece numerosos restaurantes y otras comodidades como Playa El Agua, pero sigue siendo muy apreciado por las personas que buscan más intimidad entre las playas de la Isla de Margarita.
Esta playa tiene un oleaje bastante fuerte, por lo que se recomienda tener precaución.